# Puchar Karpat mężczyzn w skokach narciarskich 2018/2019
Puchar Karpat mężczyzn w skokach narciarskich 2018/2019 – 6. edycja Pucharu Karpat mężczyzn, która odbyła się 14 września 2018 w Râșnovie.
Konkurs indywidualny, a zarazem cykl wygrał reprezentant Stanów Zjednoczonych Andrew Urlaub. Za nim na drugiej pozycji znalazł się reprezentant Rumunii Radu Păcurar, a na najniższym stopniu podium uplasował się Czech Radek Selcer.
W tabeli końcowej sklasyfikowano dwudziestu ośmiu zawodników z dziesięciu państw.

## Kalendarz i wyniki
| Lp. | Data             | Miejscowość | HS    | 1. miejsce    | 2. miejsce   | 3. miejsce   |
| --- | ---------------- | ----------- | ----- | ------------- | ------------ | ------------ |
| 1.  | 14 września 2018 | Râșnov      | HS-71 | Andrew Urlaub | Radu Păcurar | Radek Selcer |

## Klasyfikacja generalna
| Miejsce | Zawodnik               | Występy | Punkty | Strata |
| ------- | ---------------------- | ------- | ------ | ------ |
| 1.      | Andrew Urlaub          | 1       | 100    | –      |
| 2.      | Radu Păcurar           | 1       | 80     | -20    |
| 3.      | Radek Selcer           | 1       | 60     | -40    |
| 4.      | Krasimir Simitczijski  | 1       | 50     | -50    |
| 5.      | Flórián Molnár         | 1       | 45     | -55    |
| 6.      | Benedikt Holub         | 1       | 40     | -60    |
| 7.      | Jakub Šikola           | 1       | 36     | -64    |
| 8.      | Hunter Gibson          | 1       | 32     | -68    |
| 9.      | Greyson Scharffs       | 1       | 29     | -71    |
| 10.     | Mihnea Spulber         | 1       | 26     | -74    |
| 11.     | Sebastián Kellermann   | 1       | 24     | -76    |
| 12.     | Muhammed Ali Bedir     | 1       | 22     | -78    |
| 13.     | Ołeksandr Szumbareć    | 1       | 20     | -80    |
| 14.     | Wiktor Christow        | 1       | 18     | -82    |
| 15.     | Witalij Hrebeniuk      | 1       | 16     | -84    |
| 16.     | Robert Săndulescu      | 1       | 15     | -85    |
| 17.     | Radu Ardelean          | 1       | 14     | -86    |
| 18.     | Alexandru Runceanu     | 1       | 13     | -87    |
| 19.     | Erik Kapiaš            | 1       | 12     | -88    |
| 20.     | Florin Feroiu          | 1       | 11     | -89    |
| 21.     | Mario Butaru           | 1       | 10     | -90    |
| 22.     | Alan Gobozowi          | 1       | 9      | -91    |
| 23.     | Gökhan Taşdemir        | 1       | 8      | -92    |
| 24.     | Sandis Kauliņš         | 1       | 7      | -93    |
| 25.     | Halil Ibrahim Kızılcım | 1       | 6      | -94    |
| 26.     | Salih Enes Arslan      | 1       | 5      | -95    |
| 27.     | Alexandru Folea        | 1       | 4      | -96    |
| 28.     | Serdar Talha Şimşek    | 1       | 3      | -97    |